# Henri Masson
Eugène Henri Masson (París, 17 de enero de 1872-Meudon, 17 de enero de 1963) fue un deportista francés que compitió en esgrima, especialista en la modalidad de florete. Participó en los Juegos Olímpicos de París 1900, obteniendo una medalla de plata en la prueba individual.

## Palmarés internacional
| Juegos Olímpicos | Juegos Olímpicos | Juegos Olímpicos | Juegos Olímpicos   |
| Año              | Lugar            | Medalla          | Prueba             |
| ---------------- | ---------------- | ---------------- | ------------------ |
| 1900             | París (Francia)  | Medalla de plata | Florete individual |